# جارد كومستوك غريغوري
جارد كومستوك غريغوري هو محامي وسياسي أمريكي، ولد في 1823، وتوفي في 1892. نشط حزبياً في الحزب الديمقراطي.